# Al Qal'a
Al Qal'a is een ruïnestad in bergachtig gebied van Algerije. Het was de eerste hoofdstad van de Berberse emir Beni Hammad, opgericht in 1007 en vernield door de Arabische bedoeïenen van de Banu Hilal in 1152.
De resten geven een authentiek beeld te zien van een moslimstad. De moskee is een van de grootste van Algerije.
Sinds 1980 staat deze plaats op de Werelderfgoedlijst van UNESCO.